# 劉鄩
劉 鄩（りゅう じん、858年 - 921年）は、五代後梁の将軍。密州安丘の人。

## 生涯
若い時から兵略を好んでおり、青州の王師範の部将として登州刺史・行軍司馬となる。盧宏が王師範に反した際には、伏兵を用いてこれを破る。そして兗州を攻め取り、朱全忠の武将である葛従周に攻囲されるもこれに屈せず、主である王師範が投降したことによって開城する。
その後、朱全忠のもとで元従都押牙となった。劉知俊が反乱を起こした際には、潼関を陥落させ長安を取り戻す功績を挙げる。
後梁が建国されると、左龍武統軍となり、のちに永平軍節度使に任ぜられる。さらにその後、鎮南軍節度使・開封尹となる。
乾化5年（915年）、魏州で李存勗と漳河をはさんで対峙し、その最中に密かに兵を動かして晋陽を急襲することを図ったが、進軍を長雨に阻まれたことで退く。翌年、貝州を守っていたところ、末帝が決戦するよう命じ、諸将もそれに賛同した。当時劉鄩は、主戦を唱える末帝と対立していた。しかし、この命を拒むことは出来なかったため「主上は暗愚、臣は阿諛、将は驕慢、卒は怠惰」と嘆くも、やむなく魏州を攻撃したが、李存勗に敗れた。このため黄河を渡って滑州に退いた。
貞明6年（920年）、朱友謙が晋王李存勗に降ったため、これを討伐しようとするが、晋より援軍に来た李嗣昭に敗れた。朱友謙と姻戚関係にあったこともあり、名声や軍功を忌む段凝らによって讒訴され、毒殺された。